# Astragalus drabelliformis
Astragalus drabelliformis är en ärtväxtart som beskrevs av Rupert Charles Barneby. Astragalus drabelliformis ingår i släktet vedlar, och familjen ärtväxter. Inga underarter finns listade i Catalogue of Life.